# جورج دي ميسترال
جورج دي ميسترال (19 يونيو 1907 - 8 فبراير 1990)، هو مهندس كهربائي سويسري، صاحب اختراع لواصق فيلكرو.

## قصة نجاحه
كانت ولادة جورج دي ميسترال في مدينة نيون السويسرية (تقع ما بين مدينتي جنيف ولوزان) في عام1907. وعمره 12 عامًا صمم جورج لعبة -على شكل طائرة- قام بتسجيل حقوق الملكية الفكرية لها، وهو تخرج كمهندس كهربائي من أفضل كليات التقنية في أوروبا كلها. كانت هواية جورج في أوقات فراغه تسلق أعالي الجبال مع كلبه، وذات يوم في بدايات عام 1940 لاحظ جورج كيف علقت البذور بحذائه وبنطاله، وكذلك بفراء كلبه.
لم يكن جورج من أولئك الذين يقفون عند حدود الشكوى، إذ وضع هذه الحبوب الملتصقة تحت عدسة المكبر البصري (ميكروسكوب) وعرضها للفحص كي يفهم سر هذا الالتصاق الشديد، ووجد أن سببه الأطراف المحدبة للبذور، والتي أطبقت بقوة على خيوط الصوف الدقيقة والملتفة فاشتبكت معها. خلف العدسات حل الإلهام: هذه الآلية في التشبيك القماشي لهي من القوة والسهولة بحيث تهدد عرش اختراع السوستة (Zipper).
كعادة المشاريع الناجحة في بدايتها، قوبلت فكرة جورج بالرفض والسخرية والاستهزاء، لكنه صمد ورائها بالعمل والجهد المتصل لمدة ثمان سنوات، جرب فيها العديد من طرق تصنيع الخطاطيف والخيوط الملتوية من القماش. كعادة بلده سويسرا، انخرط جورج في الخدمة العسكرية الإلزامية -على فترات متغايرة- من سن 20 وحتى 55 سنة، ما جعله ضابط مدفعية يرابط على الحدود الفرنسية والنمساوية. اشتق جورج اسم فلكرو الذي اختاره لقماشه السحري من كلمتين فرنسيتين: فالور (بمعنى إستبرق/قطيفة) وكروشيه (خطاف/الطرف المعقوف)، ونجد اليوم أن هذه الكلمة تحولت لتصبح فعلاً في اللغة الإنجليزية مثل كلمة فاكس وغيرها.